# Isla Ruski
La isla Ruski (en ruso: Русский остров) es una isla situada en el golfo del Pedro el Grande en el mar de Japón, a unos 600 metros al sur de la parte continental de Vladivostok. Forma parte del archipiélago de la Emperatriz Eugenia, y se encuentra bajo la administración del distrito Frunzenski de Vladivostok.

## Historia
La isla fue nombrada por el gobernador general de Siberia Oriental el conde Nikolái Muraviov-Amurski. Oficialmente la isla se convirtió en parte de Rusia en la segunda mitad del siglo XIX.
En 1859, en Rusia apareció el primer mapa donde figuraba la isla, aunque sólo su costa occidental y norte.
La descripción completa de la isla fue realizada por la expedición del teniente coronel V. Babkin en 1862 durante la exploración del golfo del Pedro el Grande, después de lo cual, en 1865 se editó el primer mapa donde la isla aparecía entera y nombrada en honor del primer gobernador militar del óblast de Primorie el contraalmirante P. Kazakevich. Al principio la isla se denominaba Ruski o Kazakevicha, alternativamente, sin embargo, después de la Gran Guerra Patria la denominación Ruski se consolidó definitivamente.

## Perspectivas económicas
El 3 de septiembre de 2008 el presidente de Rusia Dmitri Medvédev firmó la orden para la construcción del puente de la isla Ruski, un puente atirantado para unir Ruski con Vladivostok. El puente fue inaugurado en julio de 2012 con ocasión de ser la ciudad sede de la reunión de la APEC, siendo en ese momento el 
puente atirantado con mayor vano del mundo, superando al puente Sutong.